# Solar do Conde de Subaé
O Solar do Conde de Subaé ou Solar Araújo Pinho é um edifício tombado localizado em Santo Amaro, Bahia.

## História
A data de construção em vários sites indica 1873, porém o solar foi erguido antes, pois em 1859 já passou por uma reforma. Acredita-se que ela foi construída em 1820, porém era uma casa térrea. Foi realizada a pedido de José Moreira de Carvalho de acordo com a planta realizada por um arquiteto alemão, tio de sua esposa.
Ganhou um segundo pavimento em 1859, quando o filho de José aumentou a residência para receber o Imperador D. Pedro II. Em 2007, a restauração do Solar que havia começado no ano anterior foi finalizada e ele passou a abrigar a Casa do Samba.
Em abril de 2020, devido às excessivas chuvas, a sacada do Solar desabou.

## Arquitetura
O Solar do Conde de Subaé foi erguido sobre um porão alto, construída em alvenaria de tijolo e com paredes internas de pau-a-pique. É composto de três partes, onde a central é mais larga e os corpos laterais mais estreitos.
A reforma de 1859 transformou a casa térrea em sobrado, adicionando um pavimento na parte central e mantendo as laterais apenas com um. Foram adicionadas decorações no estilo neoclássico, um pórtico, as abóbodas do térreo e uma escadaria de mármore.

## Restauro
O Solar do Conde de Subaé estava em ruínas e passou por um processo de recuperação cuja duração foi em tempo recorde, oito meses. As obras da reforma foram financiadas pelo Instituto do Patrimônio Histórico e Artístico Nacional (Iphan) e custou R$ 2 milhões. A edificação foi entregue em 2007.
Realizado pelo arquiteto do Iphan, foi utilizada tinta mineral, a mais correta para contribuir para a absorção e a secagem ideais, sobre argamassa antiga à base de cal. Na parte frontal do solar, foi feito calçamento em solo-cimento para samba-de-roda e as árvores plantadas pelo conde, foram mantidas. O restauro do chão envolveu um trabalho minucioso, as pedras foram numeradas uma a uma para serem recolocadas no mesmo lugar. Foi possível manter todo o mármore original e mesmo nas soleiras, indiferentemente de estar rachado, foi mantido.
Devido ao péssimo estado em que se encontrava o imóvel, alguns elementos novos tiveram que ser implementados para reerguer a edificação. No entanto, os antigos pilares que sustentavam o espaço, foram mantidos.
Para a restauração do segundo piso, apesar da parede frontal estar torta, ela foi mantida. Foi também pintada conforme a moda da época, a escadaria de madeira com balaústres e adornos torneados foram recuperados e por questões de acessibilidade, foi instalado um elevador.
O brasão, apesar de encontrar-se esmaecido, foi mantido da forma como estava para manter o mais próximo do original.